# حارة وعر الأعجم (صنعاء)

تعديل مصدري - تعديل

حارة وعر الأعجم هي إحدى حارات حي شعوب بمديرية شعوب إحدى مديريات العاصمة اليمنية صنعاء، بلغ تعداد سكانها 1511 نسمة حسب تعداد اليمن لعام 2004.